# Tigran Martirosian (halterófilo, 1988)
Tigran Guevorg Martirosian –en armenio, Տիգրան Գևորգի Մարտիրոսյան– (Guiumri, URSS, 9 de junio de 1988) es un deportista armenio que compitió en halterofilia.
Participó en los Juegos Olímpicos de Pekín 2008, obteniendo una medalla de bronce en la categoría de 69 kg; medalla que perdió posteriormente por dopaje.
Ganó dos medallas en el Campeonato Mundial de Halterofilia, oro en 2010 y plata en 2009, y cinco medallas en el Campeonato Europeo de Halterofilia entre los años 2007 y 2016.

## Palmarés internacional
| Juegos Olímpicos   | Juegos Olímpicos            | Juegos Olímpicos | Juegos Olímpicos |
| Año                | Lugar                       | Medalla          | Categoría        |
| ------------------ | --------------------------- | ---------------- | ---------------- |
| 2008               | Pekín (China)               | DSC              | 69 kg            |
| Campeonato Mundial |                             |                  |                  |
| Año                | Lugar                       | Medalla          | Categoría        |
| 2009               | Goyang (Corea del Sur)      | Medalla de plata | 77 kg            |
| 2010               | Antalya (Turquía)           | Medalla de oro   | 77 kg            |
| Campeonato Europeo |                             |                  |                  |
| Año                | Lugar                       | Medalla          | Categoría        |
| 2007               | Estrasburgo (Francia)       | Medalla de plata | 69 kg            |
| 2008               | Lignano Sabbiadoro (Italia) | Medalla de oro   | 69 kg            |
| 2010               | Minsk (Bielorrusia)         | Medalla de oro   | 77 kg            |
| 2015               | Tiflis (Georgia)            | Medalla de oro   | 77 kg            |
| 2016               | Førde (Noruega)             | Medalla de plata | 77 kg            |